# Combinado
Combinado is een gemeente in de Braziliaanse deelstaat Tocantins. De gemeente telt 5.070 inwoners (schatting 2009).